# Williamsport (Pennsylvanie)
Pour les articles homonymes, voir Williamsport.
La ville de Williamsport est le siège du comté de Lycoming, dans le Commonwealth de Pennsylvanie, aux États-Unis. Sa population s’élevait à 29 381 habitants lors du recensement de 2010, estimée à 28 462 habitants en 2017. 
Williamsport est la principale ville de la région métropolitaine de Williamsport, qui fait elle-même partie de la région métropolitaine combinée de Williamsport-Lock Haven.
Les moteurs d'avions à  pistons Lycoming sont construits à l'usine  de Williamsport. 

## Histoire
Williamsport a été incorporée en tant que borough le 1er mars 1806 et en tant que city le 15 janvier 1866.

## Démographie
| Groupe            | Williamsport | Pennsylvanie | États-Unis |
| ----------------- | ------------ | ------------ | ---------- |
| Blancs            | 80,8         | 81,9         | 72,4       |
| Afro-Américains   | 13,5         | 10,9         | 12,6       |
| Métis             | 4,0          | 1,9          | 2,9        |
| Asiatiques        | 0,8          | 2,8          | 4,8        |
| Autres            | 0,6          | 2,4          | 6,2        |
| Amérindiens       | 0,2          | 0,2          | 0,9        |
| Total             | 100          | 100          | 100        |
|                   |              |              |            |
| Latino-Américains | 2;6          | 5,7          | 16,7       |

Selon l'American Community Survey, pour la période 2011-2015, 94,91 % de la population âgée de plus de 5 ans déclare parler l'anglais à la maison, 2,77 % déclare parler l'espagnol et 2,32 % une autre langue.

## Personnalités
- Joanna Hayes (1976-), championne olympique du 100 mètres haies en 2004.

## À noter
La Little League Baseball a été fondée à Williamsport.